# Шамалды-Сай
Шамалды-Сай (кирг. Шамалдуу-Сай) — город районного значения в составе Ноокенского района (статус присвоен в 2024 году) Джалал-Абадской области Кыргызстана. 
Возник при строительстве Уч-Курганской ГЭС. Расположен на реке Нарын при одноимённой железнодорожной станции на линии Учкурган — Таш-Кумыр.
Статус посёлок городского типа присвоен в 1957 году. 28 марта 2024 согласно указу президента Садыра Жапарова «О проведении административно-территориальной реформы в пилотном режиме на уровне айылных аймаков и городов Кыргызстана» на базе Шамалды-Сайской территориальной управы города Таш-Кумыр, с выводом из состава города Таш-Кумыр, образован город районного значения Шамалды-Сай в составе Ноокенского района.

## Население
| 1959 | 1970 | 1979 | 1989 | 2011 | 2019   | 2021   |
| ---- | ---- | ---- | ---- | ---- | ------ | ------ |
| 4511 | 5538 | 6103 | 8813 | 9800 | 11 746 | 12 308 |